# Войны Юстиниана I
Правление Юстиниана I (527—565) сопровождалось многочисленными войнами, которые привели к захвату обширных территорий в западном Средиземноморье, утраченных Римской империей в V веке. В качестве христианского императора Юстиниан считал своим долгом восстановить прежние границы государства. На востоке он продолжил войну с Персией, начатую в правление его предшественника Юстина I, и конфликты на этом направлении продолжались с перерывами до 562 года. На западе Юстиниан вёл успешные войны с возникшими на территории Западной Римской империи варварскими королевствами. В результате войны 533—534 годов было завоёвано королевство вандалов и аланов в Северной Африке, а война с остготами в 535—554 годах принесла Византии власть над Италией. Менее успешные войны с королевством вестготов привели к расширению византийских владений в Испании.
Благодаря трудам Прокопия Кесарийского и других византийских историков войны Юстиниана хорошо изучены. Структурно византийская армия была достаточно похожа на вооружённые силы Римской империи предыдущих столетий. Как и прежде, основными компонентами сухопутных сил была полевая армия (комитаты) и приграничные войска (лимитаны), однако в VI веке смысл этих понятий изменился. Значительную роль в армии Юстиниана играли варвары, хотя вопрос о степени этого влияния является дискуссионным. Численность армии в этот период точно не известна, но считается, что она не сильно изменилась со времени распада Римской империи в 395 году и составляла около 150 тысяч человек. В царствование Юстиниана были проведены значительные военно-административные реформы, призванные обеспечить успех завоевательных войн.
Завоевания Юстиниана разрушили некоторые из варварских королевств, возникших на территории Римской империи. Сконцентрировавшись на войнах с вандалами, остготами и вестготами, империя оказалась уязвима перед нашествиями новых, более опасных варваров — славян, аваров, лангобардов и других, что было ясно уже современникам Юстиниана. События последних лет правления Юстиниана показали, что Константинополь сам по себе не защищён от варварских нападений с севера. При преемниках Юстиниана — Юстине II (565—578), Тиберии II (578—582) и Маврикии империя всё чаще стала сталкиваться с нехваткой человеческих ресурсов и почти утратила способность вести войны одновременно на нескольких границах. Причины этого явления исследователи видят в падении дисциплины варваризованной армии, демографических изменениях вследствие опустошительных эпидемий и уменьшении числа доступных для найма варваров. В своём стремлении восстановить Римскую империю Юстиниан сильно нагружал имевшиеся ресурсы, не учитывая изменившиеся события и реалии VI века. Распространено мнение, что размах военных действий Юстиниана стал одной из причин последующего упадка Византии.

## Основные направления внешней политики
К началу правления Юстиниана соседями империи на западе были так называемые «варварские королевства» германцев, образовавшиеся в V веке на территории Западной Римской империи. Во всех этих королевствах завоеватели составляли незначительное меньшинство, и унаследовавшие римскую культуру потомки жителей империи могли достигать высокого социального положения. В начале VI века эти государства процветали в правление своих выдающихся правителей — франки в северной Галлии при Хлодвиге, бургунды в долине Луары при Гундобаде, остготы в Италии при Теодорихе Великом, вестготы в южной Галлии и Испании при Аларихе II и вандалы в Африке при Тразамунде. Однако в 527 году, когда Юстиниан вступил на престол, королевства находились в сложной ситуации. В 508 году вестготы были изгнаны из большей части Галлии франками, чьё королевство было разделено при сыновьях Хлодвига. В первой половине 530-х годов от франков потерпели поражение бургунды. Со смертью Теодориха в 526 году в Королевстве остготов начался кризис, хотя ещё при жизни этого правителя обострился конфликт между партиями сторонников и противников сближения с Византийской империей. Похожая ситуация сложилась в начале 530-х годов в Королевстве вандалов и аланов.
На востоке единственным противником Византии было персидское государство Сасанидов, с которым империя с небольшими перерывами вела войны с начала III века. К началу VI века это было процветающее и развитое государство, примерно равное по площади Византии, протянувшееся от Инда на востоке до Месопотамии на западе. Основными вызовами, которым противостояло государство Сасанидов в начале правления Юстиниана, были сохраняющаяся угроза вторжений гуннов-эфталитов, впервые появившихся у границ во второй половине V веке, внутренняя нестабильность и борьба за шахский престол. Примерно в это время появилось народное маздакитское движение, выступавшее против аристократии и зороастрийского духовенства. В начале своего правления шах Хосров I Ануширван (531—579) оказывал поддержку этому движению, но к концу его правления оно стало представлять угрозу для государства. При Юстине I существенных военных событий, связанных с Персией не происходило. Из дипломатических событий примечательна инициатива шаха Кавада, предложившего Юстину в середине 520-х годов усыновить своего сына Хосрова и сделать его наследником Римской империи. Это предложение было отвергнуто.
Во внешней политике имя Юстиниана связано прежде всего с идеей «восстановления Римской империи», или «реконкисты Запада». Первым шагом в этом направлении стало завоевание Африки и покорение в 533 году Королевства вандалов, возникшего на завоёванных в начале V века территориях римской Северной Африки. Обозначая цели этого предприятия в своём Кодексе, император посчитал необходимым «отмщение обид и оскорблений», нанесённых арианами-вандалами ортодоксальной церкви, и «освобождение народов столь большой провинции от ярма рабства». Результатом этого освобождения должна была стать возможность населения жить «в наше счастливое правление». В настоящее время существует две теории относительно вопроса, когда была поставлена эта цель. Согласно одной из них, ныне более распространённой, идея возврата Запада существовала в Византии начиная с конца V века. Эта точка зрения исходит из тезиса, что после возникновения варварских королевств, исповедующих арианство, должны были сохраниться общественные элементы, которые не признали утрату Римом статуса великого города и столицы цивилизованного мира и не согласились с господствующим положением ариан в религиозной сфере. Альтернативная точка зрения, не отрицающая общего стремления возвратить Запад в лоно цивилизации и ортодоксальной религии, относит возникновение программы конкретных действий после успехов в войне с вандалами. В пользу этого говорят различные косвенные признаки, например исчезновение из законодательства и государственной документации первой трети VI века слов и выражений, так или иначе упоминавших Африку, Италию и Испанию, а также утрата интереса византийцев к первой столице империи.
В религиозных взглядах Юстиниана видел происхождение его внешнеполитического курса известный византинист Г. А. Острогорский. По его мнению, как христианский владыка, Юстиниан полагал Римскую империю понятием, идентичным христианскому миру, и победа христианской религии была для него столь же священной задачей, как и восстановление римского могущества.

## Военное дело при Юстиниане

### Позднеримская армия в V—VI веках
Об организации армий Западной и Восточной Римских империй между 420 годом и Ирано-византийской войной 502—506 годов известно не очень много. Армия в целом разделялась на подразделения, состоящие из римлян и федератов. В свою очередь, римские части делились на приграничных лимитанов (лат. limitanei) и комитатов (лат. comitatens). Лимитаны под командованием дуксов охраняли свои участки границы, однако при необходимости могли включаться в состав полевых армий под командованием магистра армии. О состоянии войск лимитанов магистр оффиций представлял императору ежегодный доклад. Служба лимитанов считалась необременительной и передавалась от отца к сыну. За службу им выделялись участки земли. К VI веку лимитаны утратили эффективность, и при Юстиниане они перестали считаться частью армии. Это решение Юстиниана резко критиковал Прокопий Кесарийский в своей «Тайной истории», однако современные исследователи трактуют его иначе — как переход на оплату только активных действий армии. На основании известных данных византинист Майкл Уитби сделал вывод, что наследственная служба лимитанов была достаточно привлекательной.

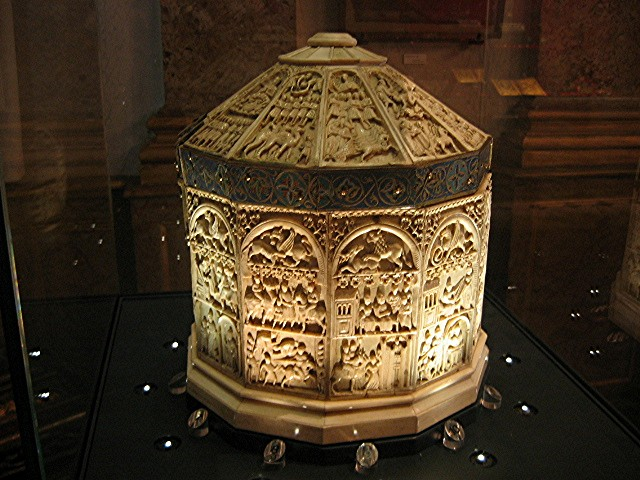
Конные и пешие византийские воины на пиксиде VI века из

Комитаты состояли из двух категорий войск: подразделений под командованием лат. magister militum praesentalis, дислоцированных в окрестностях столичных городов, и провинциальных армий под командованием соответствующего лат. magister militum. В конце IV века две презентальные армии были в Константинополе, три армии на востоке (в Иллирии, Фракии), одна армия в Галлии, небольшая, но важная армия в Африке и ряд армий на Западе, прекративших своё существование к 420 году. Последняя категория солдат образовывала подразделения федератов (др.-греч. φοιδέρατοι). Постепенно самостоятельность последних возрастала, что сыграло свою роль в падении империи на Западе. Также в структуре византийской армии выделяют подразделения императорской гвардии — схолы (лат. scholae), экскувиторы (лат. excubitores) и кандидаты (лат. candidati). К VI веку разделение армии на лимитанов и комитатов сохранилось. Термин «комитаты» начал выходить из употребления, вместо него Прокопий Кесарийский предпочитает слова стратиоты (греч. στρατιώτες) и др.-греч. κατάλογοι. В отвоёванной Африке при Юстиниане были дислоцированы лимитаны на прежних условиях выделения им земельных участков.
Комитаты подразделялись на нумерии или арифмы (др.-греч. Άριθμός), составляющие базовую военную единицу из 250—500 солдат. Более крупной единицей были миры (moirai) из 2000—3000 человек и меры (meirai) из 6000—7000 человек. О преимущественном способе комплектования армии в эпоху Юстиниана существуют разные теории. Согласно А. Джонсу и Дж. Хэлдону армия (как минимум, полевая) состояла преимущественно из добровольцев, рассчитывавших на обогащение во время походов. Согласно Прокопию Кесарийскому, солдатам также полагалось жалование, возраставшее с выслугой лет. Другие исследователи обращают внимание на сохранение принудительного набора, осуществляемого через землевладельцев-налогоплательщиков.
Сведения о вооружении византийских солдат VI века содержатся в нескольких сохранившихся военных трактатах этого или чуть более позднего времени (анонимный De Re Strategica и Стратегикон Маврикия), а также по упоминаниям в правовых источниках. Из них известно, что византийский пехотинец носил броню и металлические набедренники, под которыми была надета кольчуга толщиною почти в 2 сантиметра. Доспехи надевались поверх толстого плаща гиматия, предохраняя тело от соприкосновения с тяжёлой бронёй и давая дополнительную защиту. На голове у него была металлическая каска с длинным наконечником наверху, а для защиты у него был щит диаметром более 1.5 м. Оружие его состояло из меча, острого и длинного навершия шлема, лука и колчана. У некоторых солдат были обоюдоострые топоры. Тяжёлая кавалерия (катафрактарии) была хорошо защищена: и всадник и лошадь были закованы в железо. На голову лошади надевался металлический налобник, а перед тщательно прикрывался кирасой и нашейные щитки. Копыта лошади подбивались железными пластинами. Кавалерист был одет в стальную броню, имел щит, а на голове высокую каску, украшенную султаном. Его вооружение включало меч, копьё и колчан. Существовала также менее защищённая бронёй лёгкая кавалерия, но она не имела большого значения и использовалась преимущественно для разведки. Византийские пехотные построения были устойчивы против атак персидской конницы. Тактика византийской армии основывалась на использовании луков как пехотой, так и кавалерией. Такой подход был эффективен в боях на расстоянии, но при близком столкновении приходилось применять специальные методы для защиты строя. Боевой дух войска был в целом высок, однако дисциплина, особенно в подразделениях варваров, была не на высоте.
Применялись различные способы комплектования армии — по призыву и наследственная служба для римлян, добровольно в ожидание каких-то благ, за плату или принудительно для не-римлян. Централизованная система набора рекрутов сложилась при императоре Зеноне (474—491). При Юстиниане сохранился запрет на службу в армии для некоторых категорий населения: рабам, coloni adscripticii, куриалам и когорталам. Однако из законодательства были исключены упоминания на обязанность сыновьям наследовать службу отцов и все указания на призыв. Из немногих сохранившихся документов, касающихся найма лимитанов, известно, что эта служба была наследственной, но не обязательной. Отмена призыва являлась, по мнению А. Джонса, революционным изменением. По мнению британского историка это могло быть частично связано с ухудшением экономической ситуации, вызвавшей появление большого числа незанятого населения, например, безземельных крестьян. Плата за службу выплачивалась ежегодно в размере 4-5 солидов. Снабжение оружием и униформой было обязанностью государства и при Юстиниане на этот вид деятельности была установлена государственная монополия.

### Византийский флот в V—VI веках
О западно-римском и византийском флоте в этот период известно относительно немного, возможно из-за отсутствия крупных морских сражений. В правление короля вандалов Гейзериха в середине V века римское господство в Средиземном море было поколеблено, но византийский флот доминировал в восточном Средиземноморье, обеспечивая безопасность Константинополя и не допуская вторжений из Европы в Азию и наоборот. Остготы длительное время не имели сильного флота, и когда в 508 году император Анастасий I (491—518) направил к берегам Италии флот в составе 100 военных кораблей и того же числа дромонов, византийский флот не встретил сопротивления. Возможно, этот поход ускорил развитие остготского флота. О действиях флота упоминается в связи с действиями в 515 году военачальника Виталиана, восставшего против императора Анастасия I. Повстанцам удалось собрать в портах Фракии 200 кораблей. Несмотря на первоначальные успехи, их флот был разбит префектом претория Марином, который при ведении боевых действий активно использовал зажигательные вещества.
В 533 году, воспользовавшись отсутствием флота вандалов, задействованного в подавлении восстания на Сардинии, византийский флот вторжения, состоявший из 92 дромонов и 500 транспортных судов, перевёз к берегам Африки армию под командованием Велисария в составе 15 000 солдат, начав Вандальскую войну. В ходе этой десантной операции, ставшей возможной благодаря контролю средиземноморских путей, флот играл важную роль в подвозе снабжения и подкреплений для византийских экспедиционных войск и гарнизонов. Усиление морского могущества Византии не ускользнуло от внимания их противников. Ещё в 520-е годы Теодорих планировал построить огромный флот и направить его против византийцев и вандалов, но его смерть в 526 году помешала осуществить эти планы. В 535 году византийцы начали Готскую войну с наступления по двум направлениям. Одна из армий под командованием Велисария при помощи флота высадилась на Сицилии, а затем в Италии, а вторая армия начала наступление в Далмации. Контроль византийцев над морем имел большое стратегическое значение, позволив небольшой византийской армии в 540 году успешно захватить Апеннинский полуостров.
В 541 году, однако, новый король остготов Тотила, собрав флот из 400 кораблей, стал значительной силой в морях вокруг Италии, поставив под угрозу гегемонию Византии на Средиземном море. Дважды византийский флот был разбит недалеко от Неаполя — в 542 году и в 546 году. Велисарий лично командовал флотом из 200 судов, действующим против готского флота, который блокировал устье Тибра в безуспешной попытке освободить Рим. В 550 году Тотила высадился на Сицилию, а в течение следующего года с помощью флота из 300 кораблей захватил Сардинию и Корсику, совершил рейд на Корфу и побережье Эпира. Однако поражение в морском сражении у Сены Галльской положило конец его претензиям на господство в Средиземном море. После окончательного завоевания Италии и южной Испании при Юстиниане Средиземноморье вновь стало «Римским озером».

### Численность армии
Одним из наиболее сложных вопросов, касающихся военного дела при Юстиниане, является вопрос о численности его армии. Для сравнения известны данные для численности римской армии при Диоклетиане, приведённые Иоанном Лидом. По этим сведениям, в то время численность сухопутных войск составляла 389 704 человек, а флота 45 562 человека, что в сумме даёт 435 266 человек. К какому периоду этого продолжительного царствования относятся эти цифры, не известно. Известная численность армий Константина Великого и Максенция в 312 году — 98 000 и 188 000 человек соответственно. Данные об общей численности византийской армии при Юстиниане приводит историк VI века Агафий Миринейский. Сетуя в 559 году на упадок военного дела в царствование Юстиниана, он пишет, что в прежние времена размер армии достигал 645 000 человек, тогда как в его время едва достигал 150 000. В это число входили войска, размещённые в Италии, Испании и Африке, а также на границе с Персией. Оценка Агафия для V века включает утраченную армию Западной Римской империи, пограничные войска (лат. limitans) и флот. Если в приводимую Агафием численность армии Юстиниана включены войска, размещённые на границах империи, то размер полевой армии должен был составлять около 50 000 человек. С другой стороны, согласно Тайной истории Прокопия Кесарийского при Юстиниане пограничные подразделения были исключены из состава регулярной армии. Сопоставляя различные сведения, современные исследователи византийской армии У. Тредголд и Дж. Хэлдон делают предположения о численности размещённых в 559 году в различных регионах империи армий в сопоставлении с полученными из Notitia Dignitatum данными для 395 года:
| Подразделение          | Численность | Численность            | Численность           |
| Подразделение          | в 395 году  | в 559 году             | в 559 году            |
| ---------------------- | ----------- | ---------------------- | --------------------- |
| Подразделение          | в 395 году  | По У. Тредголду (1995) | По Дж. Хэлдону (1990) |
| Презентальная армия I  | 21 000      | 20 000?                | 20 500                |
| Презентальная армия II | 21 000      | 20 000                 | 22 500                |
| Армия Востока          | 20 000      | 20 000                 | 25 000                |
| Армия Фракии           | 24 500      | 20 000?                | 23 500                |
| Армия Иллирии          | 17 500      | 15 000                 | 17 500                |
| Армия Армении          | —           | 15 000                 | 15 000                |
| Армия Италии           | —           | 20 000?                | 15 000                |
| Армия Африки           | —           | 15 000                 | 15 000                |
| Армия Испании          | —           | 5000?                  |                       |
| Итого                  | 104 000     | 150 000                | 154 000               |

При этом, однако, А. Джонс отмечает сложность использования данных Notitia Dignitatum, поскольку не известно, каков был размер легионов и других воинских формирований в конце IV века. Оценку количества войск в Африке У. Тредголд делает на основе предположения, что каждый из 5 африканских дукатов не мог давать меньше войска, чем самый маленький на 395 год, Исаврия, выставлявший 2000 солдат. В результате своих подсчётов исследователь делает вывод о том, что с 395 года армия империи если и уменьшилась, то не значительно. При этом, приведённые подсчёты не учитывают численность флота, насчитывавшего согласно Прокопию в 532 году 30 000 гребцов. Сохранившиеся сведения в большинстве случаев не позволяют проследить за этот период судьбу отдельных подразделений.
Связанные со снабжением трудности обусловливали размер армии, которая могла быть собрана единовременно. Крупнейшую по численности армию в VI веке собрал мятежный полководец Виталиан, согласно Марцеллину Комиту её численность составляла 60 000 человек. Об армии Анастасия, собранной для войны с Персией в 503 году Прокопий Кесарийский говорил, что большей не было ни до этого, ни после; её размер историк оценил в 50 000 солдат. Обычный размер армии составлял около 20 000, как это было в битве при Каллинике в 530 году. Кампании вдали от путей снабжения требовали тщательной подготовки. Приготовления Велисария перед войной с вандалами описаны Прокопием.
Вероятно, сильное негативное влияние на стабильность функционирования византийской военной машины оказала начавшаяся в 541/542 году Юстинианова чума, хотя размер этого влияния сложно определить. По мнению историка М. Уитби эта катастрофическая эпидемия не отразилась существенно на численности византийской армии, но дестабилизировала её функционирование. Данные о численности армий для конца VI века, приведённые в военном трактате, известном как «Стратегикон Маврикия», примерно соответствуют известным величинам для правления Юстиниана. Недостаточность войск в царствования Тиберия II (578—582) и Маврикия (582—602) могут быть объяснены необходимостью ведения войн в нескольких различных направлениях. Впрочем, такие же проблемы были и во времена Октавиана Августа.

### Национальный состав армии

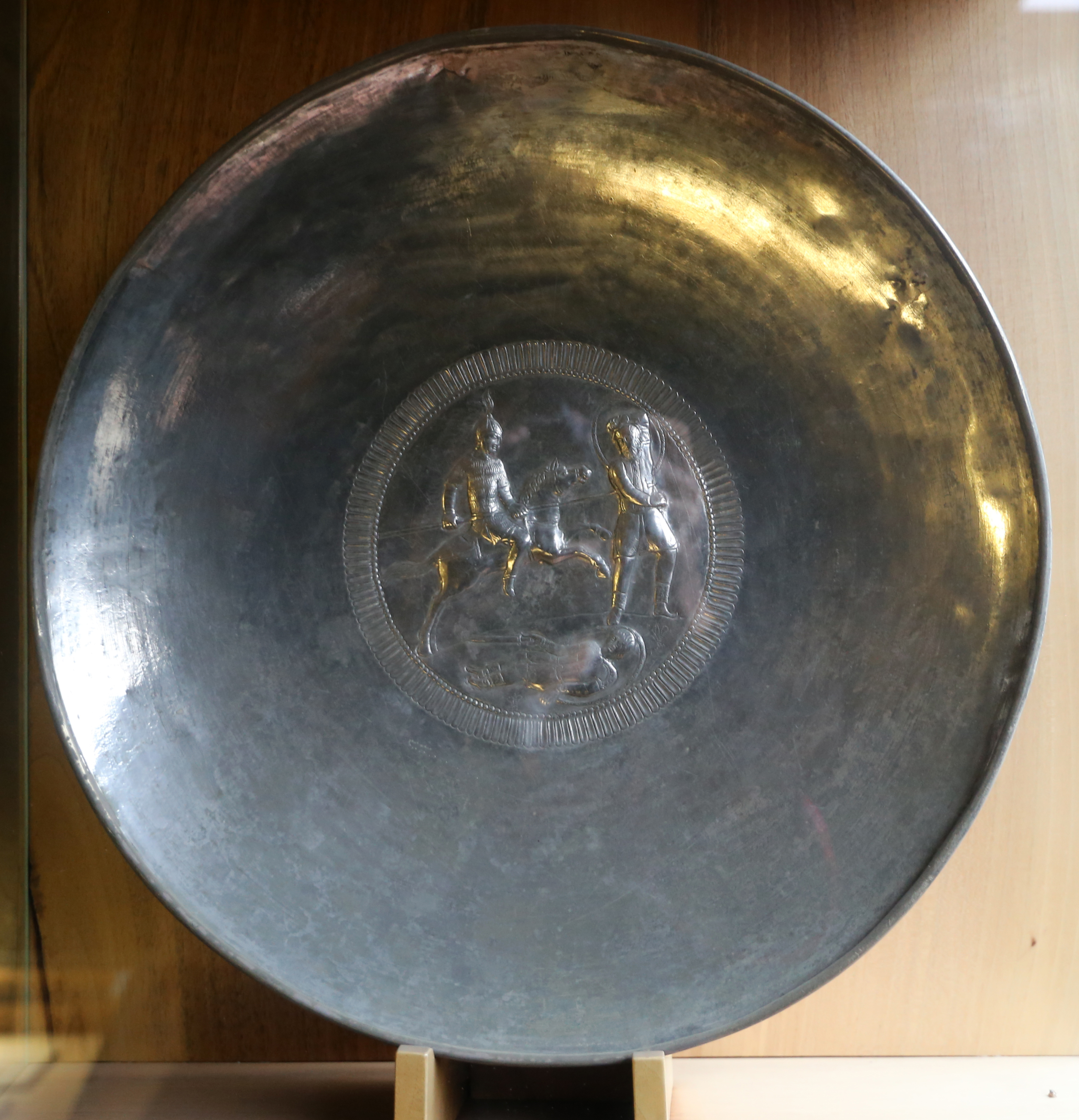
Византийский всадник VI века на блюде из Изола-Рицца.

В национальном отношении армия комплектовалась таким образом, чтобы ни у одного народа не было существенного преобладания. Во второй половине V века наиболее эффективными считались солдаты из Исаврии, горной области в Малой Азии. Традиционно наиболее боеспособной частью армии были федераты, которые в этот период начинают набираться не только из варваров, но и из римлян. Прокопий Кесарийский отмечает это изменение в связи с Вандальской войной 533 года, однако точные временные рамки этого процесса не известны. Также Прокопий сообщает, что в его время смысл понятия «федераты» изменился по сравнению с прошлым, однако в чём именно это проявилось он не поясняет. Некоторые пояснения о статусе федератов даёт законодательство Юстиниана. Из него следует, что федераты были регулярными войсками, такими как схоларии и комитаты. Федераты были объединены в тагмы (др.-греч. τάγματα), которыми командовали римские офицеры. В административном отношении федераты подчинялись чиновникам, выплачивающим им жалование (лат. optiones). Готским федератам было разрешено исповедовать арианство, в целом запрещённое в империи.
В отличие от федератов, чья национальная принадлежность не устанавливалась, существовали ещё подразделения симмахов (др.-греч. σύμμαχοι), формировавшиеся исключительно из «союзных» варваров. Ещё одной возможностью для неримлян наняться на военную службу было поступить в букелларии, личную стражу крупных военных или гражданских деятелей. Об этом виде войска известно конца IV века. Такие частные армии были официально разрешены, поскольку букеларии приносили присягу не только своему работодателю, но и императору. Юстиниан формировал этнические подразделения и из военнопленных и вражеских дезертиров. Количество букелариев зависело только от богатства их нанимателя. Известно, что у чрезвычайно богатого Велисария в какой-то момент времени их было 7000, тогда как Нарсес довольствовался 400. Букелариями могли быть и граждане империи. Крупные их формирования, такие как у Велисария, имели достаточно сложную структуру.
Национальный состав армии Юстиниана является предметом дискуссий. Согласно точке зрения Ш. Диля, за исключением лимитанов «в ней нельзя найти войск, составленных из обитателей самой империи» и, соответственно, основу армии составляли набираемые из приграничных варваров федераты. Этот взгляд разделяли Э. Штайн (1919) и Л. Брейе (1949). Противоположную теорию в 1912 году высказал Ж. Масперо, а в 1955 году её поддержал А. Джонс. По их мнению, в этот период византийская армия имела преимущественно «национальный характер» и комплектовалась за счёт добровольцев из горных регионов Балкан и Малой Азии, подданных империи. В тех случаях, когда хронисты указывали национальность подразделений или полководцев, количественное преобладание принадлежит гражданам Византии. Так, из 28 известных по имени полководцев периода ирано-византийской войны 526—532 годов 19 или 20 могут быть идентифицированы как ромеи. Или, например, в битве при Каллинике упоминаются только 5000 арабов в качестве не-римской составляющей византийской армии, насчитывавшей 16 000 или 20 000 солдат. В следующие семь лет (533—540), когда после первых относительно лёгких успехов уже начала ощущаться нехватка людских ресурсов, византийская армия продолжала оставаться по преимуществу римской. Однако с увеличением размаха боевых действий стало труднее поддерживать прежнее различие между стратиотами и федератами.
Ещё при императоре Анастасии в 512 году была предоставлена земля германскому племени герулов. В 528 году их король принял христианство и, возможно по этой причине, им были предоставлены лучшие земли около Сингидунума. Некоторые из герулов довольствовались статусом симмахов или союзников и ими командовали их собственные вожди, тогда как другие предпочли стать федератами. Вероятно, такие же планы были относительно крымских гунны, чей вождь Грод крестился в 528 году, но был вскоре свергнут соплеменниками. Более успешной византийская дипломатия оказалась в отношении племени савиров, чья предводительница Боа открыто приняла провизантийскую ориентацию и выступила против тех гуннских племён, которые хотели оказать поддержку Персии. Достаточно хорошо известно об отношениях Византии с арабами, являвшихся важным союзником в войнах с Персией. С IV века арабы были разделены на два враждующих царства,
традиционно союзных Византии Гассанидов и лояльных Персии Лахмидов. В начале царствования Юстина, по причинам, вероятно, религиозного характера, отношения Гассанидов с Византией были прерваны. Вскоре после того, как при существенном участии Лахмидов возобновилась война с Персией, Гассаниды вернулись на службу империи как федераты. В этом качестве они принимали участие во всех основных битвах этой войны. Пять кавалерийских полков из пленных вандалов, известных как Justiniani Vandali служили на Востоке. Захоронение одного из Perso-Justiniani найдено в итальянском Градо.

## Управление армией

### Военная иерархия
Верховным главнокомандующим византийской армии был император и только он, согласно военному трактату начала X века «Тактика Льва», мог носить звание стратега. На практике, император редко осуществлял реальное командование войсками. Для высшего командного состава существовала обширная номенклатура должностей и званий. В VI веке ещё употреблялся для обозначения высших военачальников введённый при Константине Великом термин magister militum («военный магистр»), но уже в это время началось его вытеснение появившимся в V веке званием стратег (др.-греч. στρατηγός). Огромная территория, управляемая магистром Востока (лат. per Orientem, др.-греч. τῆς άνατολῆς) протянулась от южного побережья Чёрного моря до Киренаики в Северной Африке. При Юстиниане эту должность занимали Велисарий, Ареобинд и Вуза. В ходе завоеваний были выделены две магистратуры — одна в Армении (лат. per Armeniam), включающая провинции Армения I, Армения II и Великую Армению, другая в Африке, в которую были включены прежняя провинция Мавретания Тингитанская и острова Сардиния и Корсика. Свой магистр был в отвоёванных частях Италии и Испании. Магистру подчинялся префект претория соответствующей области.
Относительно редко, в обозначение чрезвычайных полномочий единоличного командующего, использовалось звание моностратег (др.-греч. μονοστρατηγός). Его обладателем на Востоке был Велисарий и, вероятно, он был присвоен самому Юстиниану как главнокомандующему всех византийских войск в бытность его цезарем при Юстине I. В VI веке появляется также звание стратег-автократор — вероятно, как аналог древнеримского диктатора (лат. Dictator rei gerundae causa). Описывая полномочия Велисария, получившего в 532 году это звание, Прокопий Кесарийский даёт такое пояснение: «Василевс вручил ему грамоту которая давала ему право поступать, как он сочтет нужным, и все его действия, получали такую же силу, как совершенные самим василевсом. Таким образом эта грамота давала ему права царской власти». Во время кампании в Италии это звание носили Велисарий и Нарсес (последний как др.-греч. αὐτοκράτωρ τοῦ πολέμον), а также родственник Юстиниана Герман. Сын Германа Юстин был стратегом-автократором в Колхиде и в Армении. Использование такого экстраординарного механизма управления войсками как стратегии-автократии Е. П. Глушанин связывает с необходимостью единого центра для координации походных и приграничных армий, а также с трудностью формирования крупных войсковых соединений в условиях постоянно уменьшающегося числа призывников.
Общим термином для военачальников, находящихся в подчинении стратега был стратилат (греч. στρατηλάτης). В IV—V веках этот термин употреблялся в широком смысле и мог, в частности, быть синонимом к magister militum, однако постепенно он утратил конкретность. При Юстиниане по разным случаям этим словом обозначали звание Велисария, отправленного против гуннов Маркелла, воевавшего против мавров родственника Юстиниана Маркиана и некоторых других. Также стратилатом мог быть назван военный правитель некоторой области как, например, Ситта в Армении. Также продолжало употребляться введённое при Диоклетиане звание дука, как обозначение военного правителя приграничной области (дуката).
Важную роль при дворе играла императорская стража. Несмотря на то, что отряд экскувиторов составлял всего 300 человек и был занят исключительно охраной императорского дворца, звание комита эскувиторов считалось чрезвычайно высоким, а несколько из его носителей — включая Юстина I — достигли императорского престола.

### Высший командный состав
При жизни своего дяди Юстиниан не стремился выдвигать на высшие командные посты близких к себе людей. Из представителей новой династии высокий армейский пост получил только двоюродный брат Юстиниана Герман, назначенный магистром Фракии. По мнению специалиста по военной знати ранней Византии Е. П. Глушанина это объяснялось нежеланием каким-либо образом скомпрометировать себя в глазах столичного населения до собственной интронизации, а также чтобы не иметь конкурентов в предстоящем престолонаследии. При этом, однако, Юстиниан предпочитал сохранять хорошие отношения с родственниками императора Анастасия, чьи племянники Гипатий и Проб занимали военные должности. Неудачи полководцев Анастасия делали их не опасными в качестве политических соперников. При Юстине Гипатий был назначен магистром Востока, но был смещён в 525 году после провала переговоров об усыновлении Хосрова. Возможно также, что эта отставка была инспирирована Юстинианом, осведомлённом о плохом состоянии здоровья своего дяди. В последние годы правления Юстина началось выдвижение молодых Велисария и Ситты, которым было доверено совершить поход в Персармению. Став императором, Юстиниан возвратил должность Гипатию, отправив его окончательно в отставку в 529 году. На его место в качестве магистра Востока был назначен Велисарий. Хронология ранней карьеры Велисария, ставшего впоследствии главным полководцем Юстиниана, в источниках изложена противоречиво. Сведения Прокопия, стремившегося приукрасить достижения своего покровителя, не вполне согласуются с данными Захарии Ритора и Иоанна Малалы. Фактически, первым успехом полководца стала успешная оборона Дары в июне 530 года, где византийской армией Велисарий командовал совместно с более опытным магистром Гермогеном. Чуть позже, при отражении персидского вторжения в Коммагену роль Велисария была уже значительной, однако битва при Каллинике весной 531 года не принесла ему славы — по словам Малалы Велисарий бежал, оставил командование на гуннов Сунику и Симму. То, что это может быть правдой подтверждает замена Велисария на посту магистра Востока Ситтой, хотя Прокопий приписывает неудачу предательству предводителя союзных арабов-гассанидов Арефы. При этом Велисарий был смещён после перепроверки донесения Гермогена о личной виновности Велисария в поражении, что отличается от способа, каким ранее был отправлен в отставку Гипатий. Из этого сопоставления Е. П. Глушанин делает вывод, что при Юстиниане военным старшего поколения отводилась второстепенная роль советников молодых офицеров юстиниановой «команды».
Блестящая карьера Ситты известна в связи с проведёнными Юстинианом преобразованиями военного управления в Армении. После неудач на этом направлении, которые были объяснены неспособностью вверенной дуке Армении и местным князьям пограничной обороны сдержать натиск персов, Юстиниан отменил должность комита и поставил в Армении стратега, которому дал достаточное количество войск. Содержащиеся в источниках (законодательство Юстиниана, у Прокопия Кесарийского и у Иоанна Малалы) сведения о том, как было организовано военное управление в Армении в начале правления Юстиниана историки интерпретируют различно. Согласно Н. Г. Адонцу, в 530 году дукой Армении был Дорофей, а титул magister militum per Armenian et Pontum Polemoniacum et gentes носил Ситта как главнокомандующий всей армией. По Дж. Бьюри Ситта одновременно обладал двумя магистериями — армянским и презентальным. По Е. П. Глушанину, Ситта был региональным стратегом-автократором, и магистр Армении Дорофей был ему подчинён. В 531 году Велисарий был отозван в столицу, а его преемником в качестве стратилата стал Мунд, после чего до заключения «Вечного мира» с Персией в 532 году Ситта обладал чрезвычайными полномочиями на Востоке. Затем необходимость в его функциях стратега-автократора отпала и он вернулся в столицу. Помимо Велисария и Ситты, к «первому поколению» военачальников Юстиниана можно отнести гепида Мунда, чьи военные и дипломатические таланты помогали защищать Иллирию до его смерти в 536 году, и славянина Хильбудия, успешно воевавшего во Фракии. В период войны с Персией из не-римлян выдвинулось несколько военачальников — армяне Артавазд и Гиласий, герул Аруфус, гунн Одалган.
Благодаря Прокопию хорошо известно о сложных взаимоотношениях среди полководцев Юстиниана, чьи зависть и интриги зачастую препятствовали успеху военных операций. Это проявилось уже в Вандальскую войну, когда на Велисария в 534 году «возвели … клевету перед василевсом, выставив против него обвинение в совершенно чуждом ему желании захватить власть». Сменивший Велисария в том же году на посту командующего в Африке Соломон также столкнулся с враждебностью офицеров. Конфликты осложняли и ход кампании в Италии и Сицилии (535—561). Так, неприязнь Велисария и других офицеров к Иоанну создали угрозу гибели его и его отряда. В 538 году облечённый особыми полномочиями Нарсес отказался подчиняться Велисарию. Интригуя против Велисария в 538—540 годах, его противники обвиняли полководца перед императором в том, что тот намеренно затягивает окончание войны против остготов, поскольку замышляет заговор против Юстиниана. В свою очередь, перед вступлением в Равенну в 540 году Велисарий отправил в другие части Италии враждебных ему военачальников, в числе которых были упомянутый Иоанн, Бесса и Нарсес. Длительный конфликт между Велисарием и Нарсесом за славу победителя остготов завершился с отправкой Велисария на восток для отражения угрозы со стороны государства Сасанидов.
Видное место среди полководцев Юстиниана занимали его родственники. Самым заметным среди них был кузен Юстиниана Герман, которому было разрешено жениться на внучке короля остготов Теодориха Великого. По мнению британского византиниста Р. Браунинга, Герман рассматривался как возможный соправитель и наследник Юстиниана, хотя прямых указаний на это нет. Однако при жизни императрицы Феодоры (ум. в 548 году) родственники Юстиниана продвигались по службе на общих основаниях, а их связи с прочими представителями правящей элиты тщательно контролировались. Достаточно рядовая карьера была у двоюродного брата императора Юста, а также его племянника Марцелла. Сыновья Германа, Юстин и Юстиниан были вместе с отцом отправлены в Италию и после смерти Германа в 550 году не получили отличий. Однако со второй половины 550-х политика Юстиниана в отношении родственников изменилась, и в 557 году Юстин был произведён в стратеги-автократоры и далее до смерти Юстиниана продолжал оставаться на самых высоких постах.

### Военно-административные реформы
При Юстиниане была изменена введённая при Анастасии система военного управления во Фракии, согласно которой войска региона, ограниченного Длинной стеной находились под командованием викария (заместителя) презентального магистра (лат. magister militum praesentales), а управление снабжением этой армией находилось в ведении викария преторианского префекта Востока. В 535 году Юстиниан объединил функции военного и гражданского управления в столичном регионе, введя должность претора Фракии. Годом позже лимитаны придунайских
дукатов были переданы quaestor Iustinianus exercitus, чьи полномочия император распространил на Карию, Кипр, Киклады, Мёзию и Скифию.
Система дукатов осталась без изменений, хотя количество дук при необходимости увеличивалось: с двух до пяти в Армении, новые дукаты были созданы в Месопотамии и новых приграничных провинциях в Африке и Италии. В спокойных провинциях, где основные проблемы были связаны с поддержанием внутренней безопасности, например в Малой Азии и Египте, гражданская и военная власть зачастую объединялась в одном лице. Проблемной провинцией была известная своими разбойниками малоазийская Исаврия, в ней также губернатору передавалось военное руководство.
При всех этих изменениях учитывалась обстановка в конкретном регионе. Например, в Африке до 570 года не было постоянного командующего войсками и, при необходимости, туда отправлялся временный полководец для командования местными войсками. По мнению Е. П. Глушанина эти реформы привели к усилению гражданской бюрократии и к созданию новой категории войск, ставшей постоянными гарнизонами вновь образованных провинций и не
подотчетных армейскому командованию. В процессе военно-административных преобразований Юстиниана большие изменения произошли в магистерии Востока, из которого вначале был выделен армянский магистерий, а позже — малоазийские провинции. В ходе основной серии реформ 535—536 годов военное управление в Армении было вторично реорганизовано, из ведения магистра Армении были исключены войска Третьей (бывшей Второй) Армении и Полемониакского Понта. В последующее десятилетие ни о каких административных реформах не известно, кроме временных изменений в восточном магистерии. Вторая волна административного законодательства 547—553 годов также была подчинена целям завоевательной политики. В 547 году был воссоздан упразднённый в 535 году понтийский диоцез. В связи с уменьшением количества войск на востоке была введена полицейская должность биоколита (др.-греч. βιοκωλύτης).
Оценивая в целом значение административных новаций Юстиниана, Е. П. Глушанин замечает, что «их значение трудно переоценить». По мнению историка, в это время военная верхушка постепенно утрачивала магистратский характер своих полномочий, и полководцы, постепенно, освобождаемые от управленческих проблем в регионах, смогли заняться исключительно войной. Временный характер полномочий высших военных постепенно уходит в прошлое, а полководцы Юстиниана перемещаются с одного поста на другой. Известно только два случая окончательного лишения должности. В 554 году Юстиниан отстранил проявившего некомпетентность стратега Бессу, конфисковав его имущество и отправив в ссылку, а в 557 году в результате интриг был снят с должности командующий войсками в Лазике Мартин. На непродолжительное время отстранялись от командования Велисарий, Буза и Дагисфей.

## Войны

### Войны в Северной Африке

Карта кампаний Вандальской войны

В результате вторжения германского племени вандалов-хасдингов в Северную Африку и образования Королевства вандалов и аланов в 439 году Римской империей были утрачены чрезвычайно ценные территории. Северная Африка была крупнейшим в империи поставщиком зерна и оливкового масла, а её столица Карфаген считалась третьим городом империи, это был один из крупнейших экономических, интеллектуальных и религиозных центров. Многие представители знати завоёванных провинций были вынуждены спасаться бегством. Исповедовавшие арианство вандалы подвергли гонениям ортодоксальное духовенство, о чём говорится в новеллах Юстиниана 534 и 535 годов. При этом, однако, начиная с правления Тразамунда (496—523) в среде полюбившей роскошный образ вандальской знати сложилась «проримская» партия. При Тразамунде вандалы прекратили совершать нападения на Византию, а его преемник Хильдерих (523—530), по словам Прокопия Кесарийского, «был ближайшим другом и гостем Юстиниана». Прокопий также приводит слух, согласно которому Хильдерих планировал передать своё королевство Византии. Одновременно с этим существовала партия противников такого сближения, которую возглавлял свергший Хильдериха Гелимер.
Весной 533 года, после заключения «Вечного мира» с Персией сложились благоприятные условия для начала войны против государства вандалов в Северной Африке, территория которого примерно соответствовала границам современного Туниса. Король вандалов Хильдерих, поддерживавший дружественные отношения и с Юстинианом, и с африканским католическим духовенством, являвшийся к тому же внуком римского императора Валентиниана III, был свергнут своим двоюродным братом Гелимером в 530 году. Приближённые свергнутого короля обратились за помощью к Византии. Юстиниан немедленно отправил к вандалам посольство с посланием, в котором указывал на недопустимость таких действий как с моральной точки зрения, равно как и не соответствующих обычаям наследования, установленных Гейзерихом. Результатом стало то, что Хильдериха и его племянников поместили в более строгое заточение. Вслед за этим Юстиниан направил в Африку второе посольство с ультиматумом — или Хильдерих с племянниками будет отправлен в Константинополь и дружба с Византией, либо война. Во втором случае Юстиниан объявлял себя мстителем за оскорблённую память Гейзериха, чьи установления были попраны. В ответ Гелимер отверг вмешательство Юстиниана в дела вандалов и заявил о своей готовности дать отпор. Помимо изложенных Прокопием Кесарийским, исследователи называют и другие причины начатой Юстинианом войны. Современные историки отмечают необходимость отвлечь внимание от непопулярных финансовых реформ, сгладить память о подавленном в 532 году восстании Ника, при подавлении которого в Константинополе было убито около 30 000 человек. Также на решение императора могли повлиять жалобы беженцев из захваченных вандалами областей. Идея Юстиниана вмешаться в африканские дела не нашла поддержки среди высшего армейского руководства, опасавшегося повторения неудач 468 и 470 годов. Вероятно также, полководцы не желали, чтобы в случае успеха усилилось влияние кого-либо из них, или же императора, как инициатора этой кампании. У полководцев, как и у простых солдат, не было желания отправляться воевать далеко за море. Недовольство этим предприятием высказал и влиятельнейший чиновник Иоанн Каппадокийский, единственный из всех придворных осмелившийся сообщить о своих опасениях императору. Тем не менее, Юстиниан пренебрёг этим сопротивлением и начал войну против вандалов.
В июне 533 года полководец Велизарий с флотом из 92 дромонов в сопровождении 500 транспортов совершил высадку с армией, численность которой российский историк П. В. Шувалов оценивает следующим образом:
- 2000 моряков («византийцев», др.-греч. Βυζάντιοι[ист. 17]) на дромонах[комм. 7];
- 30 000 моряков из Египта, Эгеиды и Киликии на транспортных кораблях;
- Армия десанта, в составе 6000 всадников и 10 000 пехотинцев, из них:
  - 3200 федератов (здесь Шувалов реконструирует на основе сообщения Прокопия Кесарийского, согласно которому было 8 тагм федератов, об одной из которых известно, что в ней было 400 человек[ист. 18]);
  - 4 тагмы всадников регулярной кавалерии;
  - 5 отрядов пехоты по 2000 человек;
  - 600 гуннов и 400 герулов;
  - несколько сотен букеллариев Велисария[97].

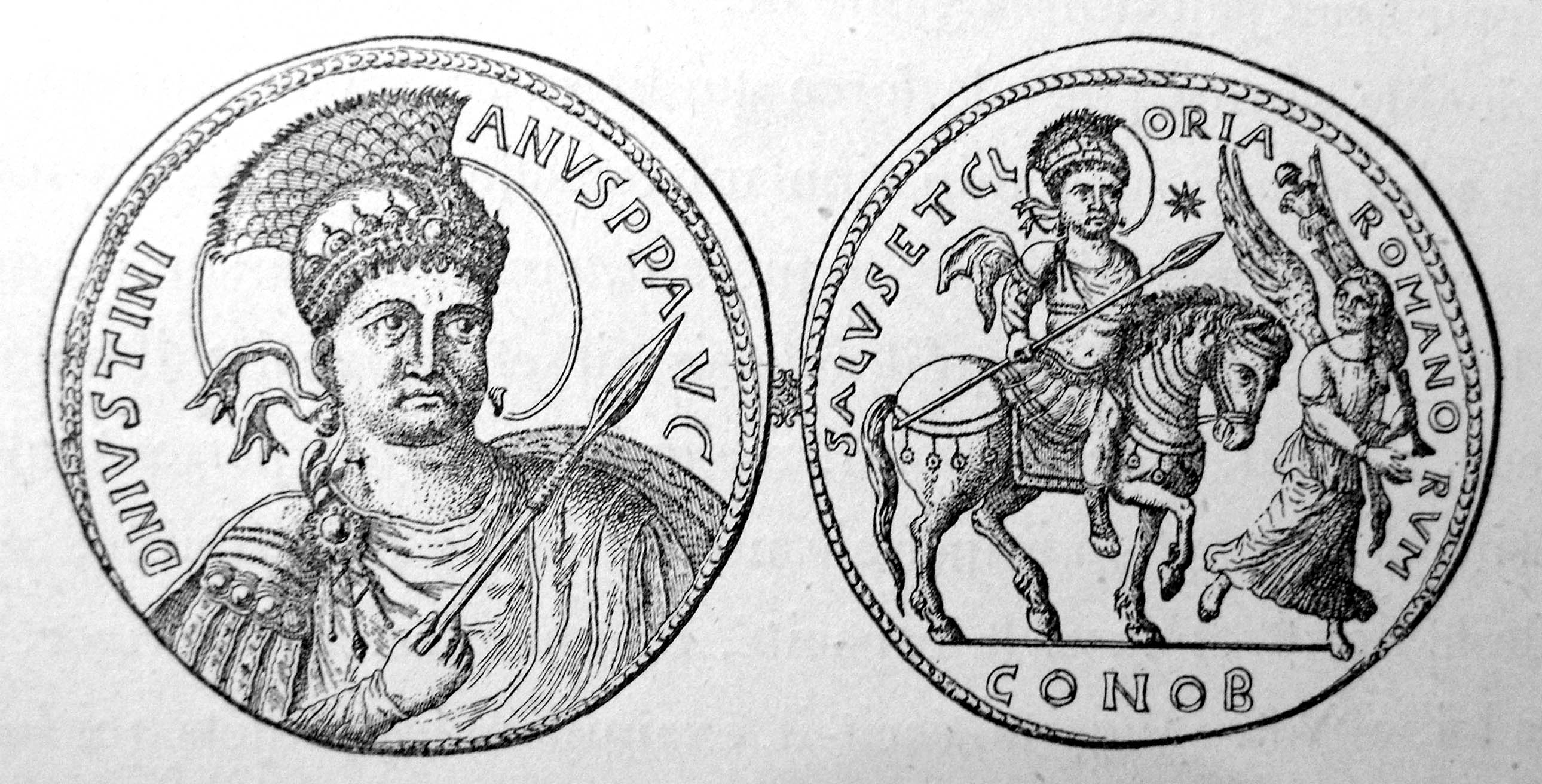
Медальон в честь возвращения Африки

Одновременно с этим в Триполи поднял восстание Пуденций, и Юстиниан послал ему военную помощь, в результате чего вандалы утратили контроль над восточной частью своего королевства. В это же время о своей независимости на Сардинии объявил её наместник Года. Византийцы воспользовались этими обстоятельствами и полностью разгромили взятое врасплох войско вандалов в битве при Дециме 13 сентября 533 года и на следующий день Велисарий взял Карфаген. Гелимер отозвал 5000 солдат из Сардинии и попытался осадить свою бывшую столицу. При этом безуспешно пытался обратить на свою сторону ариан из византийской армии и жителей города. К декабрю Велисарий, убедившись, что город достаточно укреплён и мавры не угрожают с юга, повёл свои войска навстречу Гелимеру. В 20 милях от Карфагена битве при Трикамаре армия вандалов была вновь побеждена. Король бежал в горы в Нумидии, но сдался весной следующего года. Летом 534 года он вместе 2000 вандальскими воинами был доставлен в Константинополь для участия в триумфе. В той же кампании были присоединены Сардиния, Корсика, Балеарские острова и крепость Септем (ныне Сеута) около Гибралтарского пролива. За эту войну Юстиниан был удостоен победного титула Vandalicus и Africanus. К побеждённому правителю была проявлена императорская милость (clementia) — ему было позволено жить частной жизнью в Галатии. Его бывшие подданные были расселены на восточных границах империи, где из них были организованы кавалерийские когорты.
Префектура претория в Африке была организована в апреле 534 года. Тогда же была образована военная администрация Африки, в числе задач которой была не только защита границ от туземных племён, но и завоевание тех земель, которые ещё не были отвоёваны. Для обеспечения порядка по завершении завоевания Велисарию было поручено сформирования в Африке подразделения лимитанов, наняв для этого солдат прекратившего своё существование Королевства вандалов. После разрушения державы вандалов опасность стали представлять мавры, начавшие совершать набеги на Бизацену и Нумидию. Первоначально в этих столкновениях оставшийся командовать в Африке Соломон добился нескольких побед, однако в 536 году был раскрыт заговор с целью его убийства, и полководец был переведён на Сицилию. К тому времени, когда в Карфаген прибыл Велисарий, в Африке уже началось восстание, в котором под предводительством Стотцы участвовало около 10 000 человек, включая 1000 вандалов, 400 из которых избежали депортации в восточные провинции. Беспорядки распространились и на Сицилию, и Велисарий был вынужден отправиться туда. Это дало возможность восставшим перегруппироваться и усилиться за счёт примкнувших солдат из войска дуки Нумидии. Для подавления восстания был отправлен Герман, который в течение двух лет добился победы. В 543 году мавры начали мятеж. Год спустя был убит отправленный на подавление восстания Соломон, после которого командующим в Африке был назначен его племянник Сергий, быстро ставший непопулярным как в армии, так и среди местного населения. В 545 году для исправления ситуации был направлен родственник императора Ареобинд, но и это не помогло — в 546 году был захвачен и разграблен Карфаген, а Ареобинд убит. Тогда же вестготы пересекли Гибралтар и атаковали Септем. Успеха в усмирении Африки удалось добиться в 548 году Иоанну Троглите.

### Войны с Персией
В конце царствования Юстина, после 20 лет мира, возобновилась война с Персией. После того, как шах Кавад I усилил давление на Иберию, иберийский царь Гурген обратился за помощью к Юстину, который отправил в Крым к гуннам племянника Анастасия Проба, с целью подкупить кочевников для помощи Иберии. Миссия Проба оказалась безуспешной из-за того, что гунны в это время находились в состоянии междоусобной борьбы, что, однако, позволило Юстиниану впоследствии подчинить Боспорское царство. В это же время по приказу Юстина военачальник Пётр собрал в Лазике войска для оказания поддержки Гургену против вторгшейся в страну армии Кавада, который, легко преодолев сопротивление противостоящих ему сил, захватил всю Иберию. Гурген с семьёй и свитой бежал в Константинополь, и с тех пор «персы не позволяли им <жителям Иберии> иметь своего царя, ивиры же подчинялись им против своей воли, и между теми и другими царило большое подозрение и недоверие». В 526 году Велисарий и Ситта предприняли два похода в Персармению, один из которых был неудачен, после чего в 528 году управление Арменией было реорганизовано. В 527 году война переместилась в Месопотамию, но без существенных успехов с обеих сторон. До 530 года, когда персы пересекли границу, активные боевые действия не велись. Нанеся персам поражение при Даре в Месопотамии, а затем при Сатале в Армении, Юстиниан решил возобновить переговоры и даже был готов на однократную выплату Каваду, однако к весне 531 года оказалось, что шах решил отказаться от поисков мира. Возможно, на его решение повлияло отпадение Армении после чувствительных поражений или преувеличенные слухи об успехах восстания в Самарии. 19 апреля в битве при Каллинике обе стороны понесли тяжёлые потери. После года приграничных столкновений летом 532 года с преемником Кавада Хосровом был заключён «Вечный мир», по условиям которого Византия отдала Ирану золотые копи в Фарангии, крепость Болоно и обязалась выплатить Персии 11 000 фунтов золота, а также перенести резиденцию дуки Месопотамии из Дары в Константину.

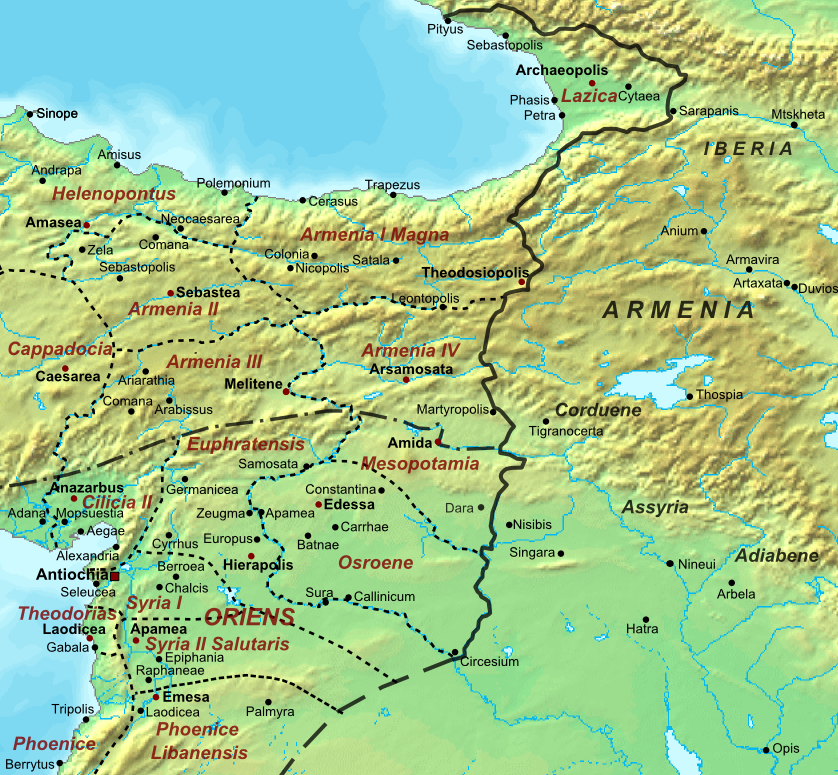
Византийско-персидская граница в период Лазской войны

В конце 530-х годов обострилась вражда между союзными Византии гассанидами, возглавляемыми Арефой, и лахмидами, поддерживаемыми Ираном. Обе стороны обвиняли друг друга в нарушении границ в районе страты Диоклетиана, а их сюзерены обменивались взаимными обвинениями в переманивании вассалов. До нашего времени дошла как византийская точка зрения, изложенная Прокопием Кесарийским, так и персидская в трудах Мухаммада ат-Табари. Вероятно, Юстиниан действительно пытался подружиться с Мундаром, который действительно нападал на территорию Византии. Эти обстоятельства вместе с сохранившейся необходимостью платить дань эфталитам стали причиной новой войны. Весной 540 года персидская армия, возглавляемая лично шахиншахом Хосровом I, вторглась в византийскую Месопотамию. Хосров захватил расположенную на берегу Евфрата Суру и угрожал Иераполю, который был покинут военачальником Вузой с лучшими воинами. Несколько византийских городов либо заплатили персам выкуп, либо были захвачены. Захват и разрушение отказавшейся выплатить 10 кентинариев Антиохии, одного из крупнейших городов империи, выявил имеющиеся в империи сложности с логистикой и слабую способность Византии быстро собрать войско для отражения внезапных атак. В результате Юстиниан был вынужден срочно пытаться договориться, однако Хосров, обвиняя римлян в возникновении сложившейся ситуации, потребовал большую сумму денег, соглашаясь за 50 кентинариев единовременно и 5 кентинариев ежегодно взять на себя труды по защите Кавказских ворот. Ответа императора в этом году не последовало, и персы покинули территорию Византии.
Нарастающее недовольство византийским правлением в Закавказье, связанное с тяготами содержания пограничной армии и попытками византийских правителей нажиться на местном населении, привело к тому, что в начале 540-х годов лазский царь Губаз II обратился к Хосрову с просьбой принять Лазику в своё полное распоряжение. Шах принял это предложение и, захватив в 541 году ряд крепостей, включая недавно основанную Петру, установил свой контроль над регионом. Воспользовавшись тем, что основные силы персов в 542 году воевали в Палестине, 30-тысячная византийская армия начала вторжение в Персармению и попыталась захватить столицу этой области, Двин, однако из-за отсутствия единоначалия успех не был достигнут. Персы же смогли только захватить и разрушить Каллиник, поскольку Велизарию к этому времени удалось собрать значительные силы в Дуре-Европосе. К этому же году относится начало юстиниановой чумы. В 543 году персы вновь действовали на Кавказе, добившись, несмотря на свирепствовавшую там эпидемию, успехов на территории Албании. После осады в 544 году Эдессы, которая принесла персам 5 кентинариев золота, было заключено на 5 лет перемирие, по которому римляне выплатили 20 кентинариев. Перемирие не прекратило вражду гассанидов и лахмидов, и в 546 году во вспыхнувшей между ними войне победа была на стороне Арефы. Примерно к 547 году относится совершённый по просьбе Юстиниана поход химьяритского царя Абрахи на Персию. Однако все эти действия не привели к нарушению перемирия, которое продлялось ещё несколько раз до заключения мира в 562 году.
Отпадение от Византии не принесло ожидаемого мира и процветания Лазике. Установив свой контроль над этим регионом, персы вновь занялись насаждением зороастризма и даже планировали выселить местное население, заселив страну персами. Опасаясь за свою жизнь, Губаз запросил помощи Юстиниана и вступил в союз с аланами и сабирами. В 549 году Юстиниан отправил 8000 войско под командованием Дагисфея, нанёсшего персам ряд чувствительных поражений, но в начале 550-х годов более удачливы были персидские военачальники Мермерой и Нахораган. В 557 году было заключено перемирие, а в 561/562 году был подписан «Пятидесятилетний мир», по которому Хосров признавал Лазику византийским владением за ежегодную выплату золотом. Одним из обсуждавшихся при заключении мира вопросов была принадлежность Сванетии, бывшей в то время частью Лазики, однако тут стороны к соглашению не пришли.

### Война с остготами

#### Ход войны

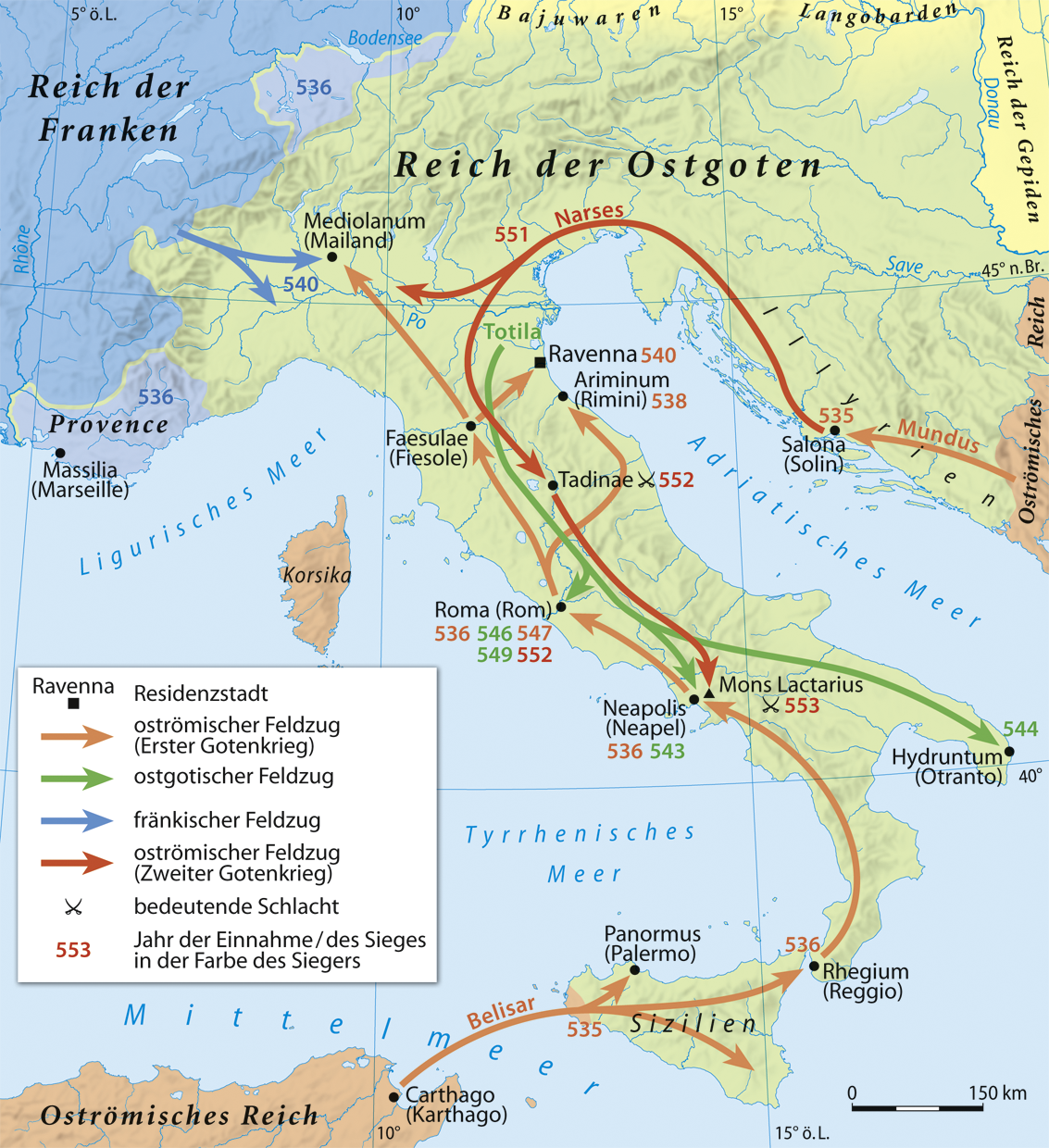
Византийско-готские войны в 535—554 годах

Как и в африканском государстве вандалов, в Королевстве остготов к началу 530-х годов существовали партии сторонников и противников сближения с Византией. Отношения между двумя государствами, хорошие на протяжении большей части царствования Теодориха Великого (493—526), испортились в последние годы правления остготского монарха. Казнь лояльных к Византии Боэция в 524 году и следующем году Симмаха были болезненно восприняты в Константинополе. После смерти Теодориха власть перешла к его дочери Амаласунте, ставшей опекуншей при малолетнем короле Аталарихе (526—534). О провизантийской ориентации Амаласунты сообщают Прокопий Кесарийский и Кассиодор. При ней были сделаны важные уступки римскому сенату и ортодоксальному духовенству. Политика сближения с Византией вызвала оппозицию со стороны остготской военной знати. С началом Вандальской войны Амаласунта оказала поддержку Юстиниану, разрешив Велисарию снабжать свою армию продовольствием из Сицилии. Также были предоставлены кони и опорные пункты для нападения на Вандальское королевство. В результате после разгрома вандалов королевство остготов лишилось своего союзника, а правительство Амаласунты столкнулось с ещё большим возмущением оппозиции. Учитывая смертельную болезнь Аталариха и сознавая непрочность своего положения, Амаласунта вела тайные переговоры об уступки власти в Италии Юстиниану. Однако после смерти Аталариха 2 октября 534 года Амаласунта предпочла сделать соправителем своего двоюродного брата Теодахада, кандидатура которого казалась приемлемой как для остготской знати, так и для римского сената. Несмотря на все попытки Амаласунты сделать Теодахада своим союзником, после прихода к власти он в октябре 534 года заточил, а 30 апреля 535 года приказал убить королеву. Согласно мнению большинства историков VI века (Прокопия, Иордана, Марцеллина Комита) именно это убийство явилось основной причиной войны между Византией и королевством остготов.
Благодаря трудам Прокопия Кесарийского, исполнявшего в этой кампании обязанности секретаря Велисария, Византийско-готские войны являются наиболее изученными среди всех войн, которые вела Византия. Согласно сведениям историка, наступление началось по двум направлениям: в то время, как на севере в Далмации начал наступление Мунд, Велизарий вторгся на Сицилию. Встретив сопротивление только в Палермо, Велисарий продолжил наступление на север. Весной 536 года после трёхнедельной осады был взят Неаполь. К этому времени Теодахад был заменён в качестве военного предводителя более подходящим для этого Витигесом, который стал первым королём остготов, не принадлежащим семье Амалов. В декабре 536 года Теодахад был убит, и с информацией об этом было отправлено посольство в Константинополь с предложением мира, но время для таких шагов уже было упущено. Существенным обстоятельством в это время являлась позиция франков. После смерти Теодориха Великого они проявили заинтересованность в отвоевании остготских владений в Галии, и в начале войны они обещали помощь Велисарию, Однако в 536 году Теодахад смог заручиться их поддержкой, вернув спорные территории. Тем не менее, союз был не надёжным и Витигису приходилось считаться с возможность вторжения с севера. В результате Витигис был вынужден отступать, что дало возможность византийцам 9 декабря без штурма взять Рим. Узнав об этом, Витигес собрал большую армию — по оценке Прокопия 150 000 человек — и начал в конце февраля блокаду Рима. Велисарий, видя такое численное превосходство противника, запросил помощь. Тем временем византийские успехи в других частях Италии осложняли готам ведение осады, а военные и дипломатические успехи полководца Иоанна угрожали столице остготов, Равенне. В результате, после года осады, готы покинули свои позиции у Рима в середине марта 537 года. Дальнейший ход событий не волне ясен, но с прибытием в Италию Нарсеса с новой армией положение византийцев не улучшилось, поскольку напряжённость отношений двух генералов, Велисария и Нарсеса затрудняла ход военной кампании. Нарсес считался другом Юстиниана и Феодоры, что подрывало авторитет Велисария. Ещё одно подкрепление прибыло в Лигурию, что позволило захватить Милан, но вскоре при поддержке 10 000 бургундов остготы вернули город себе и разрушили его до основания, а 300 000 жителей города были убиты. В виду конфликта между военачальниками Юстиниан отозвал Нарсеса весной 539 года. Тогда же Витигис отправил посольство к Хосрову, убеждая персов, что Византия представляет для них угрозу, желая завоевать весь мир. Зная это, Юстиниан рассматривал возможность заключения с готами мира, однако в 540 году Велисарий достиг значительных успехов. Взяв вначале хорошо укреплённую крепость Озимо, он осадил Равенну. Надежда Витигиса на помощь франков оказалась тщетной, и Велисарий предложил Витигесу принять мир, устанавливающий границу между государствами по реке По. В то же время у части жителей города возникла идея провозгласить Велисария императором Западной Римской империи. Велисарий сделав вид, что принимает сделку, вошёл в Равенну в мае 540 года и, воспользовавшись своим положением, захватил город. Однако информация о согласии Велисария достигла Юстиниана, и тот приказал полководцу вернуться в Константинополь, где он оказался в опале.
Пока продолжались военные действия против Персии, военные ресурсы были переброшены на восток и ситуация в Италии ухудшалась. денежное довольствие войскам выплачивалось плохо, что сказалось на боевом духе византийской армии. Выбранный королём Ильдебад восстановил контроль к северу от реки По, но был убит в 541 году. Весной 542 года король Тотила одержал значительную победу при Фавенции, после чего остготы вернули многие города юга Италии и вскоре взяли под контроль почти весь полуостров. Велизарий был отозван с восточного фронта, но ещё некоторое время из-за противодействия Феодоры провёл в столице, пока не был направлен в Италию в конце 544 года. Ему не были предоставлены значительные войска, а призывы о подкреплении оставались без ответа. В декабре 545 года был осаждён Рим, и Велисарий не смог оказать помощь городу, который был взят готами в декабре следующего года. Тотила желал разрушить город и превратить его в пастбище, но ограничился тем, что выселил его жителей. 40 дней Рим стоял в запустении, пока его не заняли обратно войска Велисария. В конце концов, в 548 году Велисарий был отстранён от командования Италии. С его уходом дела в Италии пошли ещё хуже. В 549 году готы вновь осадили Рим и взяли его в январе 550 года. В том же году в Италию был назначен Герман, но он умер в дороге. Вместо него командующим в Италии был назначен престарелый Нарсес, которому были предоставлены огромные финансовые ресурсы. Новая армия из 30 тысяч человек вместе с союзными лангобардами достигла Равенны в июне 552 года. Остготы не смогли защитить свою столицу, но Тотила продолжил сопротивление, совершая набеги на берега Греции. В конце июня состоялось решающее сражение при Тагине, в котором до 6000 готов вместе со своим королём было убито. Это сражение считается важной вехой в военном искусстве, продемонстрировав успешную тактику вооружённой пиками и луками пехоты против кавалерии. После Тагин ещё сохранялись очаги сопротивления в отдельных частях Италии, но в целом война была закончена.

#### Силы сторон
Вопрос о численности византийской армии в войне с остготами хорошо изучен. Говоря о тех силах, которыми располагал Велисарий при высадке в Сицилии в 535 году, Прокопий называет цифру в 7500 человек, распределяемых следующим образом: 4000 кадровых солдат, 500 союзников (200 гуннов и 300 мавров) и 3000 исавров. Помимо этого в экспедиционном корпусе было неназванное число личной стражи полководца. В другом месте Прокопий сообщает о 7000 тысячах всадников из собственных владений Велисария. В зависимости от того, считать ли, что Велисарий в Сицилию взял с собой всех своих людей (Л. М. Хартманн, 1923) или частично (Дж. Б. Бьюри, 1923; Э. Штайн, 1949) получаются оценки византийской армии от 8000 до 15 000 человек. Однако цифра в 7000 человек приводится для 542 года. Поэтому, сопоставляя эти сведения с рассказом Прокопия об осаде Рима готами в 537—538 годах, когда в распоряжении Велисария было только 5000 солдат, датский историк К. Ханнестад делает оценку собственного отряда Велисария в 1000—1500 человек и всей византийской армии в Италии в 9000 человек. После того, как король готов Витигес осадил Рим, в Константинополе осознали недостаточность отправленных в Италию сил. В апреле 537 года было послано подкрепление из 1600 человек гуннской кавалерии и в начале декабря дополнительно 4800 солдат (3000 исаврийской пехоты, 800 фракийских всадников, и 1000 воинов кадровой конницы (др.-греч. έκ τών καταλόγων)). Наконец летом 538 года прибыла армия Нарсеса, всего от 7000 до 8000 человек. 2000 из них были герулы, которые вместе с Нарсесом покинули Италию весной 539 года. Таким образом, с подкреплениями Нарсеса византийские силы в Италии достигли приблизительно 21 000 человек. Одновременно с этим в Иллирии и Далмации действовала другая византийская армия которая, скорее всего, не учитывалась в приведённых выше подсчётах. Таким образом, прямые данные Прокопия не дают возможности произвести оценку общей численности византийской армии, однако можно уточнить оценку с использованием данных о византийских потерях. По оценке К. Ханнестада, в боях до начала 537 года потери византийцев убитыми и от дезертирства могли составлять 2000 человек; таким образом вполне достоверной является приводимая Прокопием оценка сил защитников Рима в 537—538 годах в 5000 человек, чего было недостаточно для обороны 19 км городских стен. Эти цифры подтверждаются данными Прокопия о численности византийских отрядов в отдельных стычках в ходе осады. Весной 538 года полководец Иоанн атаковал Пицен с 2000 тысячами всадников, а максимальной численности армия Велисария достигла весной 539 года при осаде Озимо. В целом, хотя сообщаемые Прокопием цифры о первой фазе Готской войны нельзя проверить, они не противоречат друг другу.
Летом 540 года Велисарий покинул Италию, уведя, видимо, с собой какую-то часть армии. В результате, когда весной 542 года возобновились военные действия, в распоряжении Византии осталось только 12 000 человек. К этому числу следует добавить 4000—5000 солдат, размещённых в гарнизонах. Это количество было признано недостаточным, и в следующем году было послано подкрепление. В 544 году Велисарий был во второй раз отправлен в Италию во главе подкрепления из 4000 фракийцев. Затем зимой 545—546 года был отправлен ещё один отряд, размер которого не известен. Таким образом, максимальный размер византийской армии в Италии у времени можно оценить между 20 000 и 25 000. После прибытия нескольких крупных отрядов в 548—552 годах, численность которых сообщает Прокопий, армия могла достигать 40 000, из которых 6000 могла составлять общая численность гарнизонов. Однако в данных расчётах не учитываются потери. Размер прямых потерь за второй период Готской войны К. Ханнестад оценивает в 7000—8000 человек. Число дезертиров установить сложнее, но их было немало. Так, сообщая Юстиниану о результатах кампании зимы 545—546 года, Велисарий жалуется, что большая часть из его солдат оказались перебежчиками к неприятелю. В 554 году армия Нарсеса во время решительной битвы с остготами составляла, согласно Агафию Миринейскому, 18 000 человек. Однако, по мнению историка У. Тредголда это была только часть всех сил Нарсеса, размер которых был около 20 000 человек.
Относительно численности армии остготов существуют различные предположения, связанные с разными способами оценки численности населения Королевства остготов. В качестве базовых величин используется известная из источников оценка общей численности остготов во время завоевания Италии в 488 году — 250 000. При этом большинство исследователей принимают соотношение численности армии к общей численности населения как 1:5. Так, например Э. Гиббон в конце XVIII века оценивал численность готской армии в 535 году в 200 000 при общей численности населения в 1 000 000 человек, Ф. Дан в 1861 году оценивал размер армии в 150 000. Современные оценки исходят из существенно меньшей численности готов в 488 году и дают в связи с этим меньший размер готской армии в конце 530-х годов: О. Бертолини между 20 000 и 40 000 (1941), Э. Штайн менее 40 000 (1949), В. Энсслин между 20 000 и 25 000 (1959).

### Войны в Крыму и на Балканах

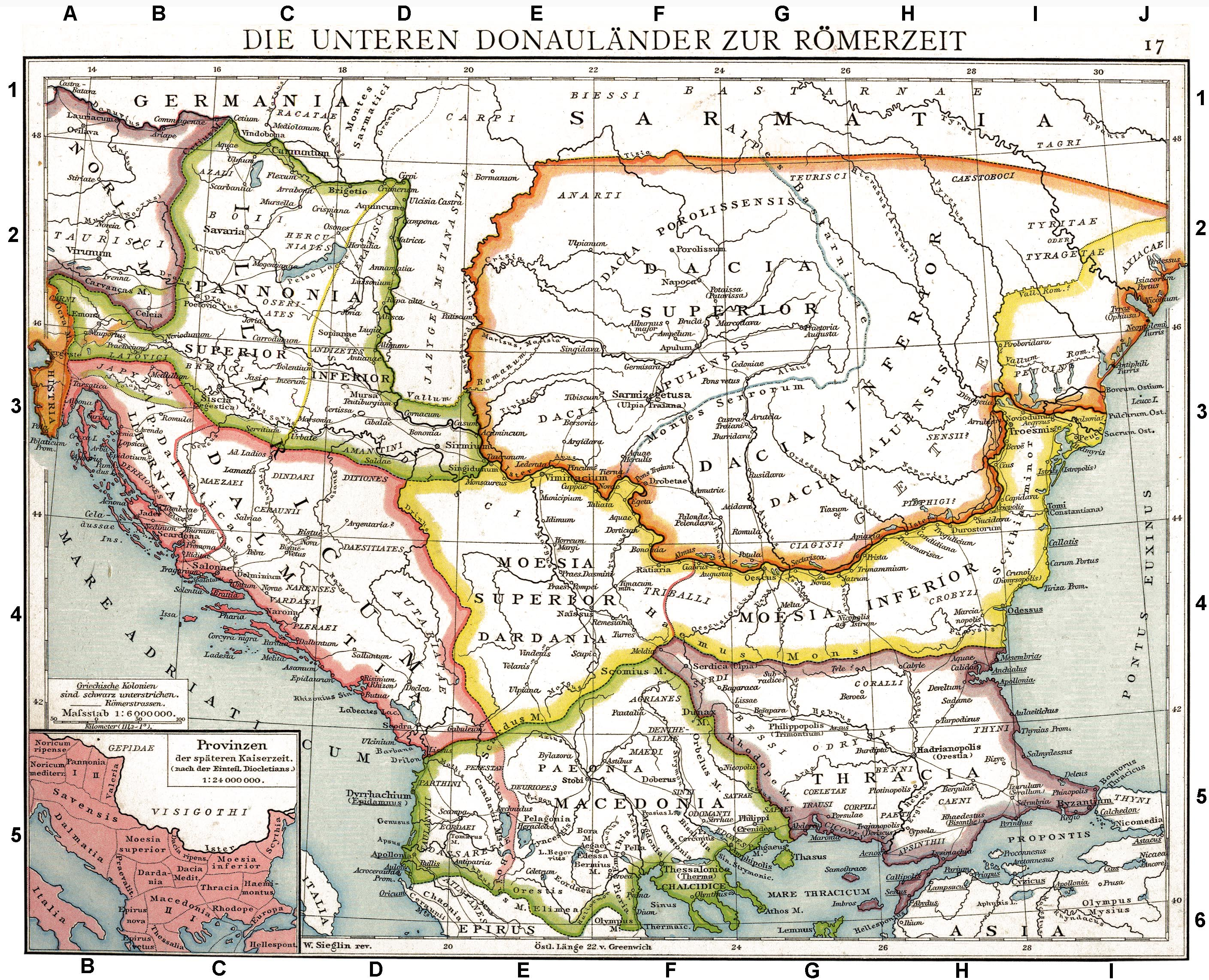
Римские провинции на Балканах. Карта из издания Allgemeiner Historischer Handatlas 1886 года

Значение отдельных частей Балканского полуострова с точки зрения византийской политики было различно. Отошедшая после раздела 395 года к Западной Римской империи Северо-западная часть Балкан, включающая провинцию Далмация и диоцез Паннонии, привлекала внимание константинопольского правительства в V—VI не часто, в основном в связи с вмешательствами в дела Королевства остготов, а также из-за угроз собственным владениям в этой части Европы. Защита же расположенной на юго-востоке собственной провинции Фракии была очень важна для обеспечения безопасности Константинополя.

Королевство гепидов
Королевство лангобардов
Византийская империя
Королевство остроготов
Славяне
Территории, принадлежавшие гепидам в середине VI века, и близлежащие народы

В 505 году, заключив мир с Персией, император Анастасий решил пресечь попытки короля остготов Теодориха Великого укрепиться в Иллирии, однако в нескольких битвах византийская армия вместе с союзниками-гепидами была разбита. Гепиды при этом имели собственный интерес в противостоянии с остготами, так как находились с ними в длительном конфликте за обладание Сирмием. С конца V века другим союзником Византии в Иллирии были разгромленные лангобардами герулы. При императоре Анастасии они стали федератами, при этом же императоре они утратили этот статус и получили его обратно в 528 году с принятием их королём христианства. Для поселения им были предоставлены земли в окрестности Бассианы. Примерно в это время к ним присоединился со своей армией принц гепидов Мунд, ранее успешно воевавший на стороне Теодориха. В 527/528 году при подстрекательстве Византии началась третья гепидско-остготская война за Сирмий. Объединённая армия гепидов и герулов потерпела поражение от остготов под предводительством Витигеса. Остготы преследовали бежавшего в Первую Мёзию противника, где разграбили город Гратиана. Отступающие гепиды, в свою очередь грабили местное римское население. После этих событий Мунд перешёл на византийскую службу и был назначен магистром Иллирии. Отношение Византии с гепидами осложняло то, что Византия также претендовала на возвращение себе Сирмия.
Ещё более осложнили ситуацию масштабные нашествия пратюркских огурских и праславянских народов, живших к северу от реки Дунай, начавшиеся в 520-х годах. Во время правления Юстиниана Балканы продолжали страдать от их набегов. В отношении этих народов Юстиниан вёл оборонительную политику, придавая большую роль дипломатии и строительству крепостей. В 528 году, одновременно с активизацией боевых действий на Кавказе с Персией, была отправлена экспедиция против «гуннов» в Крым. О её причинах сообщают Иоанн Малала и Феофан Исповедник. Согласно этим хронистам, ранее «царь гуннов» Гордас посетил Константинополь и принял христианство. По возвращении он стал распространять в своём государстве христианство и уничтожать идолы, но был убит своим братом Муагером. В ответ Юстиниан отправил морем и по суше крупную армию, в которую были включены союзные остготы под командованием Бадуария и Годилы, и без боя установил свой контроль над Крымом. Едва вернувшись из Крыма, Бадуарий был отправлен отражать вторжение тюркско-огурских кочевников, которых Малала называет «гуннами», а Феофан Исповедник идентифицирует как булгар. Вместе с дукой Второй Мёзии Юстином он потерпел поражение, однако после 529 года положение дел на этом направлении улучшилось, что связывают с успешной военной и дипломатической деятельностью перешедшего на византийскую службу Мунда. В этот же период успешно против склавен во Фракии действовал Хильбудий.
После начала византийской войны с остготами в 535 году, у Янтруса победу над булгарами одержал Ситта, в этом же году Сирмий был также взят Византией, однако уже в следующем году город снова оказался во власти гепидов. В 536 году Мунд сумел взять столицу Далмации Салону, но погиб при её защите. После его смерти и отказа гепидов возвратить Сирмий Юстиниан лишил этот народ статуса федератов и прекратил выплату им субсидий. Из-за занятости армии в Италии империя была ограничена в возможностях своего военного ответа, но прилегающие города были укреплены. Для борьбы с гепидами привлекались жившие к югу от Сирмия герулы. Начались дипломатические связи с лангобардами. Гепиды, в свою очередь, заключили союз с франками и осготами и нанесли поражение византийцам под командованием магистра Каллука. Во Фракии слабость сил, возникшая вследствие упразднения там магистерия, привела к неоднократным вторжениям в этот регион. В 540 году «гунны» дошли до предместий Константинополя. Эффективно вести борьбу одновременно с булгарами и гепидами не было возможности, и около 540 года с гепидами был возобновлён федеративный договор и вновь начались выплаты.
Одновременно с этим продолжались отношения с лангобардами. В 545/546 им были отданы Паннония Первая и Паннония Валерия, а затем предложены субсидии. В 546 году набег вторгшихся во Фракию славян Нарсес смог отразить только с помощью недавно нанятых герулов. Славяне вторгались в пределы империи после этого зимой 547/548 года, когда они дошли до Эпидамна. В 549 году результатом дипломатических усилий Византии стала начавшаяся между гепидами и лангобардами война, в которой Юстиниан принял сторону более слабых лангобардов. Византия приняла существенное участие в этом конфликте, отправив на север в общей сложности 15 000 солдат, в том числе 1500 герулов и 3000 прочих союзников. Однако германцы предпочли не начинать боевых действий, и король гепидов Торисвинт вскоре заключил перемирие с предводителем лангобардов Аудоином.
В 550 году новая война между гепидами и лангобардами закончилась двухлетним миром, однако перед заключением мира гепиды обратились за помощью к пратюркам-огурам протобулгарам кутригурам, которых затем направили на византийские территории. Дипломатическими усилиями этот набег удалось предотвратить. Далее Юстиниан продолжил свою политику поддержки как гепидам, так и лангобардам. Славяне зимой 550 года, разделившись на 2 отряда, грабили Иллирик и Фракию. Летом того же года только присутствие в Сердике Германа с войском, готовящимся отбыть в Италию, помешало славянам совершить набег на Фессалоники. Однако, отбытие войска на зимние квартиры в Салону дало им возможность беспрепятственно дойти до Адрианополя.
В 552 году при поддержке византийской армии лангобарды смогли одержать важную победу в битве на поле Асфельд, однако своевременный отход византийцев не позволил этой победе стать полной. В результате сильного ослабления противников Юстиниан смог вернуть утраченные части провинций Прибрежной Дакии и Верхней Мёзии, хотя и без Сирмия. Далее на северных Балканах в оставшуюся часть царствования Юстиниана было спокойно. В 558 году кутригуры под предводительством хана Забергана провели несколько набегов на Константинополь, но престарелый Велисарий во главе 300 дворцовых стражников, городской милиции и местных крестьян смог защитить городские стены. В 558 году союзниками империи в Северном Причерноморье стали появившиеся там с востока авары, с помощью которых удалось разрушить булгарскую конфедерацию и нанести поражение антам в степях между Доном и Дунаем. В результате своего продвижения на запад, авары в начале 560-х годов поселились к северу от Дуная и стали получать субсидии из Византии. Возрождение оборонительного потенциала Византии во Фракии началось только после завершения всех войн на Западе и Востоке в начале 560-х годов, а окончательное решение проблемы с гепидами произошло уже при Юстине II.

### Война в Испании

Византийская Испания в 565—586 годах

Как и в остальных германских королевствах, к моменту вторжения Византии Королевство вестготов находилось в состоянии кризиса. В 508 году вестготы потерпели от франков поражение при Вуйе и в правление короля Теудиса (531—548) угроза для Тарраконской Испании сохранялась. С другой стороны угрозу представляла действующая в Африке армия Велисария. С целью обезопасить себя с этого направления была предпринята неудачная попытка захватить Септем на африканском побережье. В 548 году Теудис был убит, а вслед за ним и недолго царствовавший Теудигизел. При короле Агиле (549—554) усилились волнения среди влиятельных в Бетике испано-римлян. После переворота в Кордове в 550 году король бежал в Эмерита Августа (современная Мерида), которая стала местом его нового двора. Несколькими месяцами позже свои претензии на престол предъявил Атанагильд, которого поддержала римская аристократия Бетики. Атанагильд обратился за помощью к Юстиниану и летом 552 года император направил в Испанию 2000 человек под предводительством восьмидесятилетнего Либерия, служившего у короля остготов в Италии с 490-х годов. У Гиспалиса объединённая армия Либерия и Атанагильда нанесла поражение Агиле. Скрывшийся в Эмерите Августе вместе со своей армией Агила был убит своими бывшими сторонниками. Византийцы уверенно взяли Новый Карфаген и другие города на юго-востоке Испании, после чего основали провинцию Византийская Испания (лат. Provincia Spaniae), занимавшую узкую полосу Бетики и Карфагеники.

## Результаты

Территориальные завоевания Восточной Римской империи при Юстиниане I. Красным выделены территории по состоянию на 527 год (начало правления) и оранжевым — по состоянию на дату смерти императора — 565 год

Завоевания Юстиниана разрушили некоторые из варварских королевств, возникших на территории Римской империи. Сконцентрировавшись на войнах с вандалами, остготами и вестготами, империя оказалась уязвима перед нашествиями новых, более опасных, варваров — славян, аваров, лангобардов и других, что было ясно уже современникам Юстиниана. Первоначальный успех в Италии и Африке был значительным, но показательно то, что в томе исторического труда, посвящённого войне с вандалами, Прокопия Кесарийского военная победа находится примерно посередине повествования, а далее рассказывается о борьбе с различными заговорами и мятежами, возникавших на завоёванных территориях. События последних лет правления Юстиниана показали, что Константинополь сам по себе не защищён от варварских нападений с севера. Даже Менандр Протектор, благосклонно относившийся к правлению Юстиниана, отмечал, что император в старости стал слишком слаб телом и духом, в противном случае он бы смог нанести поражение аварам. При преемниках Юстиниана — Юстине II (565—578), Тиберии II (578—582) и Маврикии империя всё чаще стала сталкиваться с нехваткой человеческих ресурсов и почти утратила способность вести одновременно войны на нескольких границах. Причины этого явления исследователи видят в падении дисциплины варваризованной армии, демографических изменениях вследствие опустошительных эпидемий и уменьшении доступных для найма варваров.
В своей восточной политике Юстиниан проявил достаточную умеренность. Не ставя, в отличие от своих предшественников и преемников, цели разрушить государство Сасанидов, он по возможности полагался на дипломатические и экономические меры. Юстиниан предпринимал значительные усилия по восстановлению восточных провинций, потерпевших серьёзный ущерб после войны 540 года. Однако значительные выплаты персам, на которые согласился Юстиниан, стали одной из причин, по которым началась новая война в 572 году — как сообщают источники, император Юстин II просто уже не мог выплачивать обещанные шаху суммы.
В своём стремлении восстановить Римскую империю Юстиниан сильно нагружал имевшиеся ресурсы, не учитывая изменившиеся события и реалии VI века. При Юстиниане Византия достигла наивысшего территориального роста, объединив в себе всё Средиземноморье. Однако, как отмечает Г. А. Острогорский, этот территориальный рост был лишён прочного основания, и потому последствия реставрационных усилий Юстиниана «были вдвойне тяжёлыми. После всех выдающихся успехов Юстиниан оставил своим преемникам внутренне истощённое, экономически и финансово расстроенное государство».

### Первичные источники
- Агафий Миринейский. О царствовании Юстиниана / Пер., ст. и примеч. М. В. Левченко. — М.—Л.: Изд-во АН СССР, 1953. — 221 с. — 3000 экз.
- Марцеллин Комит. Хроника / пер. и комм. Н. Н. Болгова. — Белгород, 2010.
- О стратегии. Византийский военный трактат VI века / Издание подготовил В. В. Кучма. — СПб.: Алетейя, 2007. — 160 с. — (Византийская библиотека. Источники). — 1000 экз. — ISBN 978-5-903354-17-7.
- Прокопий Кесарийский. Война с готами // Прокопий Кесарийский. Война с готами. О постройках / Пер. С. П. Кондратьев. Вступит. статья З. В. Удальцовой. — М.: Арктос, 1996. — 167 с. — ISBN 5-85551-143-X.
- Феофан Исповедник. Летопись византийца Феофана от Диоклетиана до царей Михаила и сына его Феофилакта. — М., 1884.
- Prokopios. The Wars of Justinian / Trans. by H. B. Dewing, revised by A. Kaldellis. — Indianapolis: Hackett Publishing Company, Inc., 2014. — 642 p. — ISBN 978-1-62466-170-9.
- The Roman Eastern Frontier and the Persian Wars AD 363—628 / Compiled and edited by Michael H. Dodgeon, Samuel N. C. Lieu. — New York: Routledge, 2002. — 408 p. — ISBN 0-203-99454-X.

### Исследования
на английском языке
- Bury J. B. History of the Later Roman Empire from Arcadius to Irene. — London: Macmillan and Company, 1889. — 482 p.
- The Cambridge Companion to the Age of Justinian / ed. by M. Maas. — Cambridge: Cambridge University Press, 2005. — 533 p. — ISBN 978-0-521-52071-3. — doi:10.1017/CCOL0521817463.
  - Greatrex G. Byzantium and the East in the Sixth Century // The Cambridge Companion to the Age of Justinian. — 2005. — P. 477—509.
  - Pohl W. Justinian and the Barbarian Kingdoms // The Cambridge Companion to the Age of Justinian. — 2005. — P. 448—476.
- Cameron A. Procopius and the sixth Century. — New York: Routledge & Kegan Paul, 1985. — 308 p. — ISBN 0-415-14294-6.
- Elton H. Army and Battle in the Age of Justinian (527—65) // A Companion to the Roman Army  / Ed. by P. Erdkamp. — Maiden and Oxford: Wiley-Blackwell, 2007. — P. 532—550.
- Haldon J. F. Byzantium in the Seventh Century. — Cambridge: Cambridge University Press, 1990. — 492 p. — ISBN 0-521-26492-8.
- Jones A. H. M. The Later Roman Empire 284—602. — Norman: University of Oklahoma Press, 1964. — Vol. II.
- Každan A. John F. Haldon, Recruitment and Conscription in the Byzantine Army c. 550—950. A Study on the Origins of the Stratiotika Ktemata // Revue des études byzantines : compte rendu. — Paris: Institut français d'études byzantines, 1981. — Vol. 31, № 1. — P. 338—339.
- Liebenschuetz J. H. W. G. Barbarians and Bishops. — Oxford: Clarendon Press, 1990. — P. 43—47. — ISBN 0-19-814886-0.
- Merrils A., Miles R. The Vandals. — Maiden: Wiley-Blackwell, 2010. — 351 p. — ISBN 978-1-4051-6068-1.
- Moorhead J. Justinian. — Harlow: Longman, 1994. — 202 p. — (The Medieval World). — ISBN 0-582-06304-3.
- Kaegi W. Byzantine Military Unrest, 471–843: An Interpretation. — Amsterdam: Adolf M. Hakkert, 1981. — 373 p. — ISBN 90-256-0902-3.
- Kazhdan, Alexander, ed. (1991). The Oxford Dictionary of Byzantium. Oxford University Press: Oxford and New York. ISBN 0-19-504652-8.
- Norwich J. J. Byzantium: The Early Centuries. — London: Penguin Books, 1988.
- Parnell D. A. The Social Networks of Justinian’s Generals // Journal of Late Antiquity. — Baltimore: JHU Press, 2015. — Vol. 8, № 1. — P. 114—135.
- Pryor J. H., Jeffreys E. M. The Age of the ΔΡΟΜΩΝ: The Byzantine Navy ca. 500—1204. — Leiden: Brill Academic Publishers, 2006. — 754 p. — ISBN 978-90-04-15197-0.
- Rance P. Narses and the Battle of Taginae (Busta Gallorum) 552: Procopius and Sixth-Century Warfare // Historia: Zeitschrift für Alte Geschichte. — Stuttgart: Franz Steiner Verlag, 2005. — Vol. 54, № 4. — P. 424—472. — JSTOR 4436789.
- Ripoll G. On the Supposed Frontier between the Regnum Visigothorum and Byzantine Hispania // The Transformation of Frontiers: From Late Antiquity to the Carolingians. — Leiden: BRILL, 2000. — P. 95—116.
- Shahîd I. Byzantium and the Arabs in the Sixth Century. — Washington: Dumbarton Oaks, 1995. — Vol. I. — ISBN 978-0-88402-214-5.
- Teall J. L. The Barbarians in Justinian's Armies // Speculum. — Chicago: University of Chicago Press, 1965. — Vol. 40, № 2. — P. 294—322. — JSTOR 2855560.
- Treadgold W. Byzantium and its Army. 284—1081. — Stanford, CA: Stanford University Press, 1995. — 284 p. — ISBN 9780804731638.
- Vasiliev A. A. The Goths in the Crimea. — New York: Medieval Academy of America, 1936. — 292 p.
- Whitby M.[англ.]. The army, c. 420—602 // The Cambridge Ancient History. — 2008. — Vol. XIV. — P. 288—314.
- Whitby M. The Wars of Justinian. — Pen & Sword Military, 2021. — 346 p. — ISBN 978 1 52676 088 3.
- Wozniak F. E. Byzantine Diplomacy and the Lombard-Gepidic Wars // Balkan Studies. — 1979. — Vol. 20, № 1. — P. 139—158.
- Wozniak F. E. East Rome, Ravenna and Western Illyricum: 454—536 A.D. // Historia: Zeitschrift für Alte Geschichte. — Stuttgart: Franz Steiner Verlag, 1981. — Vol. 30, № 3. — P. 351—382. — JSTOR 4435771.

на русском языке
- Адонц Н. Г. Армения в эпоху Юстиниана. — 2 изд. — Ереван: Изд-во Ереванского Университета, 1971. — 526 с.
- Гадло А. В. Этническая история Северного Кавказа IV-X вв.. — Л.: Издательство ЛГУ, 1979. — С. 87. — 216 с. — 2000 экз.
- Глушанин Е. П. Пограничная армия Византии IV в. // Византийский временник. — М. : Издательство АН СССР, 1986. — Т. 46. — С. 199—203. — ISSN 0136-7358.
- Глушанин Е. П. Военная знать ранней Византии. — Барнаул: Алтайское книжное издательство, 1991. — 243 с.
- Диль Ш. Юстиниан и Византийская цивилизация в VI веке. — СПб.: Тип. Альтшулера, 1908. — 687 с.
- Диль Ш. История Византийской империи. — М.: Изд-во иностранной литературы, 1948. — 159 с.
- Люттвак Э. Стратегия Византийской империи = The Grand Strategy of the Byzantine Empire. — М.: Университет Дмитрия Пожарского, 2010. — 664 с. — ISBN 978-5-91244-015-1.
- Острогорский Г. А. История Византийского государства / Пер. с нем.: М. В. Грацианский. Ред. П. В. Кузенков. — М.: Сибирская Благозвонница, 2011. — 895 с. — ISBN 978-5-91362-458-1.
- Пигулевская Н. В. Арабы у границ Византии и Ирана в IV—VI вв. — М.—Л.: Наука, 1964.
- Серов В. В. Персидские войны Юстиниана: финансовый аспект // Востоковедные исследования на Алтае. — 2000. — С. 29—44. Архивировано 26 июля 2012 года.
- Серов В. В. О времени формирования юстиниановской идеи реконкисты // Известия Алтайского государственного университета. — Барнаул: АлтГУ, 2008. — Т. 60, вып. 4—3. — С. 236—240. — ISSN 1561-9443.
- Удальцова З. В. Политика византийского правительства в северной Африке при Юстиниане // Византийский временник. — М.: Издательство АН СССР, 1953. — Т. VI. — С. 88—112.
- Удальцова З. В. Италия и Византия в VI веке. — М.: Издательство АН СССР, 1959. — 542 с. — 1700 экз.
- Удальцова З. В. Внешняя политика Юстиниана. Попытки реставрации империи на Западе. Войны с Ираном. Византийская дипломатия // История Византии. под ред. С. Д. Сказкина. — 1967. — Т. 1. — С. 298—337.
- Хэлдон Дж. История византийских войн. — М.: Вече, 2007. — 464 с. — (Terra Historica). — ISBN 978-5-9533-1952-2.
- Шувалов П. В. Секрет армии Юстиниана. Восточноримская армия в 491—641 гг.. — СПб.: Петербургское востоковедение, 2006. — 304 с. — (Militaria Antiqua). — ISBN 5-85803-334-2.

на французском языке
- Guilland R. Recherches sur les institutions byzantines. — Berlin: Akademie-Verlag, 1957. — 607 p.
- Hannestad K. Les Forces militaires d’apres la guerre gothique de Procope // Classica et Mediaevalia. — Copenhagen: Museum Tusculanum Press, 1961. — Vol. 21. — P. 136—183.
- Maspero J. Φοιδερᾶτοι et Στρατιῶται dans l'armée byzantine au VIe siècle // Byzantinische Zeitschrift. — Berlin: B.G. Teubner, 1912. — Vol. 21. — P. 97—109.